# 20084 Букмастер
20084 Букмастер (20084 Buckmaster) — астероїд головного поясу, відкритий 6 квітня 1994 року.
Тіссеранів параметр щодо Юпітера — 3,486.